# Southwest Cottage

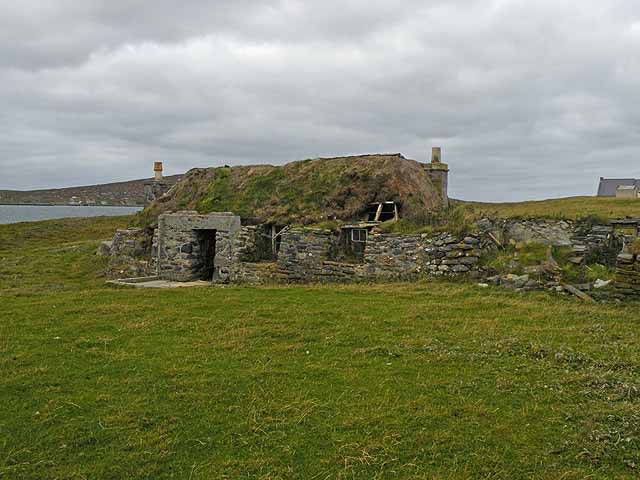
Das Southwest Cottage aus südöstlicher Richtung

Das Southwest Cottage ist ein Wohngebäude auf der schottischen Hebrideninsel Berneray. 1971 wurde das Gebäude in die schottischen Denkmallisten in der Kategorie B aufgenommen.

## Geschichte
Das Gebäude stammt vermutlich aus dem frühen 19. Jahrhundert. Ein Anbau an der südostexponierten Hauptfassade wurde später ergänzt. 1998 wurde das zwischenzeitlich aufgelassene Gebäude in das Register gefährdeter denkmalgeschützter Bauwerke in Schottland aufgenommen. In diesem Zuge wurde das beschädigte Dach und der schlechte Gesamtzustand vermerkt. In den Folgejahren verschlechterte sich der Zustand des Southwest Cottage. 2009 wurde der bevorstehende Einsturz des Dachstuhls und das durchfeuchtete Mauerwerk beschrieben. 2010 wurde einem Antrag auf Restaurierung unter Auflagen stattgegeben. Bis 2015 konnte jedoch keine Bautätigkeit verzeichnet werden.
Es handelt sich um die seltenen Reste der traditionellen reetgedeckten Cottages der Hebriden und westlichen Highlands. 2016 wurde geschätzt, dass nur etwa 200 Gebäude dieses Bautyps in Schottland erhalten geblieben sind.

## Beschreibung
Es handelt sich um ein traditionelles Cottage, das sich oberhalb der Einfahrt in den Bays Loch, der größten Bucht der Insel, südöstlich der Siedlung Rushgarry befindet. Es steht in der Nähe des Berneray Youth Hostels. Das eingeschossige, längliche Gebäude bildet den südwestlichen Abschluss einer Zeile aus drei Gebäude, von denen die beiden übrigen als Ruinen vorliegen. Sein Walmdach ist als Strohdach mit einer Unterlage aus Grassoden und offenem Dachstuhl ausgeführt. Seine Strandhafer-Deckung mit den fixierenden Seilen und Steinen ist zu Teilen erhalten. Das flache, mächtige Mauerwerk des Southwest Cottage besteht aus Feldstein. Zum Schutz vor starken Winden sind die Gebäudekanten gerundet ausgeführt. In die tiefliegenden Fensteröffnungen sind kleinteilige Sprossenfenster eingelassen. An beiden Seiten ragen quadratische Kamine auf.